# 南光利

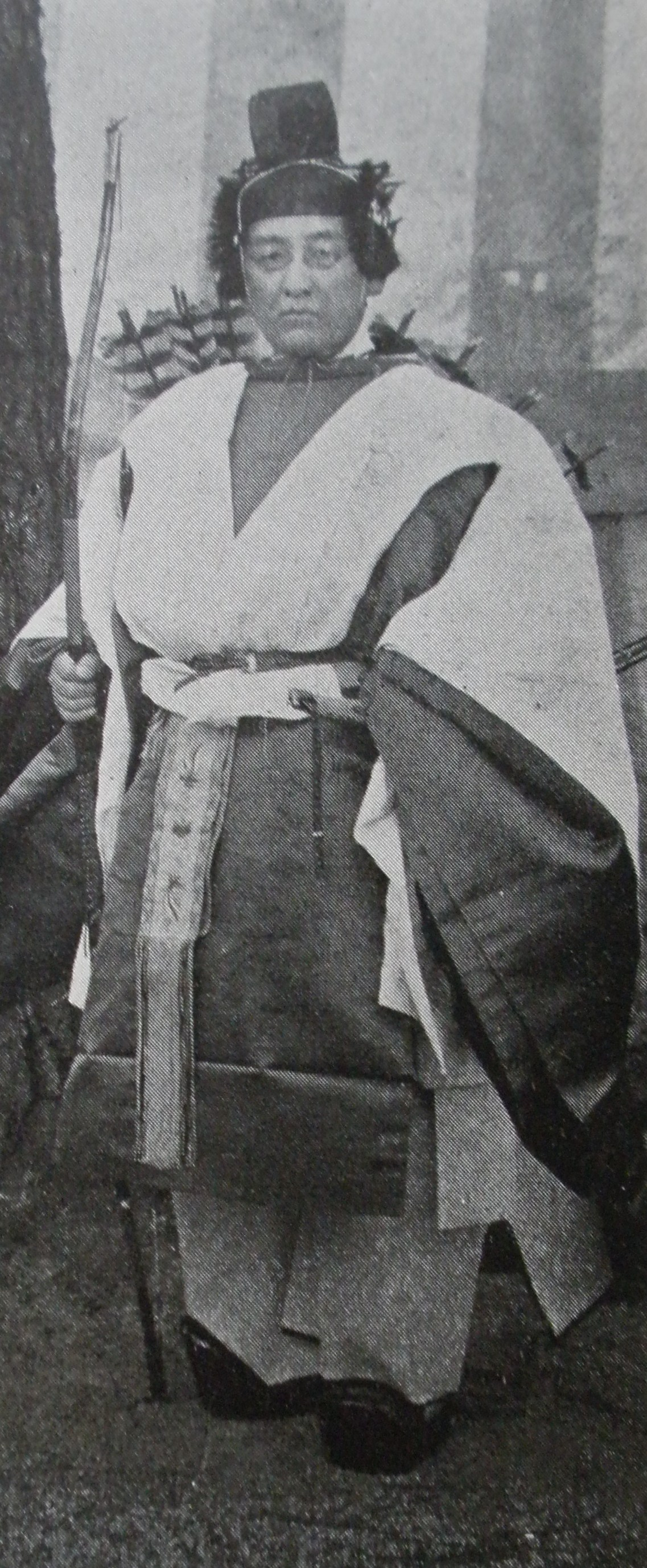
大正天皇即位大礼の典儀官時の南光利（1915年）

南 光利（みなみ みつとし、1867年1月24日（慶応2年12月19日）- 1934年（昭和9年）12月1日）は、明治から昭和期の神職、政治家、奈良華族。貴族院男爵議員。幼名・岩丸、岩麿。

## 経歴
山城国京都で雅楽部長・竹屋光昭の二男として生まれ、広橋胤保の五男として成長。明治5年3月28日（1872年5月5日）、元興福寺修南院住職・南光度の養子となる。1873年（明治6年）4月22日、養父の隠居に伴い家督を継承。1875年（明治8年）3月28日、華族に列した。1880年（明治13年）8月、光利と改名。1884年（明治17年）7月8日、男爵を叙爵した。
陸軍予科士官学校を修了。1892年（明治25年）金刀比羅宮宮司に就任。その他、大礼使典儀官などを務めた。
1897年（明治30年）7月10月、貴族院男爵議員に選出され、1911年（明治44年）7月9日まで2期在任した。

## 親族
- 先妻：貞子（六条有義二女）[1]
- 先妻：さだ（水野九郎三女）[1]
- 養子：隆春（西大路吉光二男）[1]
- 実妹：竹屋津根子 (貞明皇后の典侍)
- 実妹：竹屋志計子 (香淳皇后の女官長)
- 実弟：西大路吉光 (子爵)